# Gran Premio di Russia
Il Gran Premio di Russia è stato un Gran Premio di Formula 1 che si è tenuto a Soči dal 2014 al 2021. Venne inizialmente corso per un breve periodo negli anni 1910 a San Pietroburgo, per poi essere istituito nuovamente come parte costituente del calendario dal Campionato mondiale di Formula 1. Dopo numerosi decenni di tentativi infruttuosi di riesumare la corsa, infatti, Bernie Ecclestone e il capo del Krasnodarskij Kraj Development Technologies Sharing Centre, Michail Kapirulin, hanno firmato un contratto, alla presenza del primo ministro russo Vladimir Putin, per la disputa di una gara nei pressi del villaggio olimpico di Soči sul mar Nero.

## Storia
Il Gran Premio di Russia venne disputato due volte, nel 1913 e 1914, sul circuito di San Pietroburgo. La prima edizione fu vinta dal pilota russo Georgij Suvorin, mentre il tedesco Willy Scholl vinse la gara del 1914. La competizione venne abbandonata con lo scoppio della prima guerra mondiale e della Guerra civile russa, e non venne ripristinata con l'avvento dell'Unione Sovietica.
I progetti per un Gran Premio in Russia vennero formulati negli anni 1980, con la proposta della creazione di un circuito automobilistico a Mosca dove si sarebbe dovuto correre il "Gran Premio dell'Unione Sovietica". La gara venne inclusa nel calendario provvisorio del 1983, ma questioni burocratiche impedirono la disputa della corsa e la gara venne rimossa dal calendario definitivo del campionato 1983. Nonostante ciò, Bernie Ecclestone continuò a programmare la disputa di un Gran Premio al di là della cortina di ferro, riuscendo ad organizzare il Gran Premio d'Ungheria divenuto la prima gara di Formula 1 ad essere disputata in un paese comunista nel 1986.

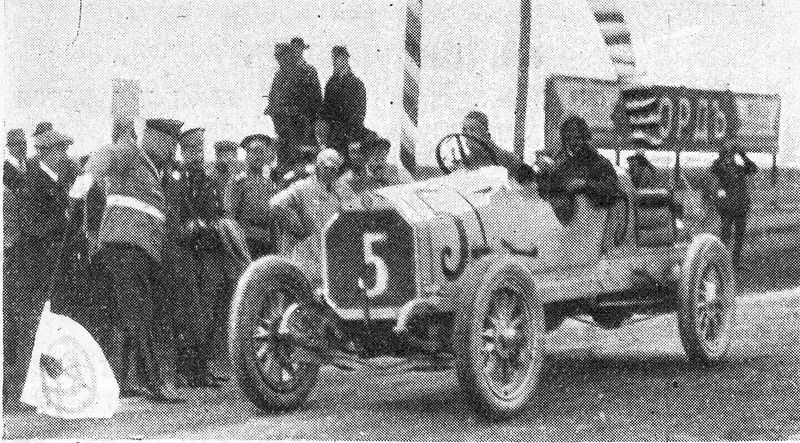
Il pilota russo Georgij Suvorin sul traguardo del Gran Premio del 1913.

Nel 2001, Vladimir Putin, allora presidente della Russia, espresse il suo personale supporto alla costruzione del circuito automobilistico di "Pulkovskoe Ring" vicino all'Aeroporto di Pulkovo, ma la cosa non andò in porto. Altro tentativo venne fatto nel 2003, con l'approvazione del consiglio municipale, per la costruzione di un circuito nell'area di Molžaninovskij, nel distretto settentrionale di Mosca noto come isola Nagatino. Il progetto venne abbandonato dopo una disputa su questioni di ordine commerciale. Nel settembre 2008, fu reso noto il progetto di inizio lavori per la costruzione di un circuito di Formula 1 nella città di Fedjukino, distretto di Volokolamskij nell'Oblast' di Mosca, a circa 77 km da Mosca. Conosciuto come il Moscow Raceway, fu progettato da Hermann Tilke per ospitare gare di Formula 1 e MotoGP. Il progetto di ospitare un Gran Premio sul circuito di Moscow Raceway non venne mai realizzato, ma diversamente dai progetti Pulkovskoe Ring e Nagatino Island, il circuito venne completato e nel 2012 ospitò una gara dei campionati Formula Renault 3.5 e 2.0 — che divennero i primi eventi automobilistici sportivi disputati in Russia — assieme al Campionato mondiale FIA GT1 e al Campionato mondiale Superbike.
Il venticinquenne Vitalij Petrov divenne il primo pilota russo di Formula 1 nel 2010, quando entrò nella squadra Renault. Bernie Ecclestone espresse il desiderio di vedere la disputa di una gara di Formula 1 in Russia sul circuito di Mosca o nel complesso sportivo di Soči. Quest'ultima città, successivamente si assicurò il diritto di organizzare la corsa. Venne presentato un progetto per la realizzazione di un circuito di 5,9 km da approntare intorno e all'interno del villaggio olimpico che ha ospitato gli atleti partecipanti ai Giochi olimpici invernali del 2014, sito sulla costa del Mar Nero, con un accordo della durata di sette anni, dal 2014 al 2020.
Nella stagione 2021 di Formula 1 il Gran Premio si è disputato con la bandiera oscurata, per rispettare le restrizioni imposte dal TAS di Losanna dopo la sentenza sul doping di Stato che ha coinvolto l'agenzia antidoping russa. Nel corso della stagione 2022 la disputa del Gran Premio viene momentaneamente sospesa a seguito dell'invasione russa dell'Ucraina, per poi essere definitivamente cancellata. Anche nel 2022 il Gran Premio si sarebbe dovuto disputare con la bandiera oscurata.
Il 26 giugno 2021 era stato annunciato che il Gran Premio a partire dalla stagione 2023 si sarebbe dovuto disputare su un nuovo circuito, l'Igora Drive, un tracciato permanente vicino alla città di San Pietroburgo, spostandosi quindi dall'autodromo di Soči, sede del Gran Premio fin dal suo debutto valido per il campionato mondiale avvenuto durante la stagione 2014. Nel corso del 2022 il contratto per la disputa del Gran Premio sul nuovo circuito viene terminato a seguito dell'invasione russa dell'Ucraina, concludendo allo stesso tempo il contratto per la disputa del Gran Premio nelle stagioni successive.

## Albo d'oro
Le edizioni indicate con sfondo rosa non appartenevano ad alcun campionato.
| Anno        | Luogo           | Pilota          | Costruttore   | Resoconto     |
| ----------- | --------------- | --------------- | ------------- | ------------- |
| 1913        | San Pietroburgo | Georgij Suvorin | Benz          | Resoconto     |
| 1914        | San Pietroburgo | Willy Schöll    | Benz          | Resoconto     |
| 1915 – 2013 | Non disputato   | Non disputato   | Non disputato | Non disputato |
| 2014        | Soči            | Lewis Hamilton  | Mercedes      | Resoconto     |
| 2015        | Soči            | Lewis Hamilton  | Mercedes      | Resoconto     |
| 2016        | Soči            | Nico Rosberg    | Mercedes      | Resoconto     |
| 2017        | Soči            | Valtteri Bottas | Mercedes      | Resoconto     |
| 2018        | Soči            | Lewis Hamilton  | Mercedes      | Resoconto     |
| 2019        | Soči            | Lewis Hamilton  | Mercedes      | Resoconto     |
| 2020        | Soči            | Valtteri Bottas | Mercedes      | Resoconto     |
| 2021        | Soči            | Lewis Hamilton  | Mercedes      | Resoconto     |

## Statistiche
Le statistiche si riferiscono alle sole edizioni valide per il campionato del mondo di Formula 1 e sono aggiornate al Gran Premio di Russia 2021.

### Vittorie per pilota
| Pos. | Pilota          | Vittorie |
| ---- | --------------- | -------- |
| 1    | Lewis Hamilton  | 5        |
| 2    | Valtteri Bottas | 2        |
| 3    | Nico Rosberg    | 1        |

### Vittorie per costruttore
| Pos. | Costruttore | Vittorie |
| ---- | ----------- | -------- |
| 1    | Mercedes    | 8        |

### Vittorie per motore
| Pos. | Motore   | Vittorie |
| ---- | -------- | -------- |
| 1    | Mercedes | 8        |

### Pole position per pilota
| Pos. | Pilota           | Pole |
| ---- | ---------------- | ---- |
| 1    | Nico Rosberg     | 2    |
| =    | Lewis Hamilton   | 2    |
| 3    | Sebastian Vettel | 1    |
| =    | Valtteri Bottas  | 1    |
| =    | Charles Leclerc  | 1    |
| =    | Lando Norris     | 1    |

### Pole position per costruttore
| Pos. | Costruttore | Pole |
| ---- | ----------- | ---- |
| 1    | Mercedes    | 5    |
| 2    | Ferrari     | 2    |
| 3    | McLaren     | 1    |

### Pole position per motore
| Pos. | Motore   | Pole |
| ---- | -------- | ---- |
| 1    | Mercedes | 6    |
| 2    | Ferrari  | 2    |

### Giri veloci per pilota
| Pos. | Pilota           | GPV |
| ---- | ---------------- | --- |
| 1    | Valtteri Bottas  | 3   |
| 2    | Sebastian Vettel | 1   |
| =    | Nico Rosberg     | 1   |
| =    | Kimi Räikkönen   | 1   |
| =    | Lewis Hamilton   | 1   |
| =    | Lando Norris     | 1   |

### Giri veloci per costruttore
| Pos. | Costruttore | GPV |
| ---- | ----------- | --- |
| 1    | Mercedes    | 4   |
| 2    | Ferrari     | 2   |
| 3    | Williams    | 1   |
| =    | McLaren     | 1   |

### Giri veloci per motore
| Pos. | Motore   | GPV |
| ---- | -------- | --- |
| 1    | Mercedes | 6   |
| 2    | Ferrari  | 2   |

### Podi per pilota
| Pos. | Pilota           | Podi |
| ---- | ---------------- | ---- |
| 1    | Lewis Hamilton   | 7    |
| 2    | Valtteri Bottas  | 5    |
| =    | Sebastian Vettel | 3    |
| 4    | Nico Rosberg     | 2    |
| =    | Kimi Räikkönen   | 2    |
| =    | Max Verstappen   | 2    |
| =    | Sergio Pérez     | 1    |
| =    | Charles Leclerc  | 1    |
| =    | Carlos Sainz Jr. | 1    |

### Podi per costruttore
| Pos. | Costruttore | Podi |
| ---- | ----------- | ---- |
| 1    | Mercedes    | 13   |
| 2    | Ferrari     | 7    |
| 3    | Red Bull    | 2    |
| 4    | Williams    | 1    |
| =    | Force India | 1    |

### Podi per motore
| Pos. | Motore   | Podi |
| ---- | -------- | ---- |
| 1    | Mercedes | 15   |
| 2    | Ferrari  | 7    |
| 3    | Honda    | 2    |

### Punti per pilota
| Pos. | Pilota           | Punti |
| ---- | ---------------- | ----- |
| 1    | Lewis Hamilton   | 171   |
| 2    | Valtteri Bottas  | 124   |
| 3    | Max Verstappen   | 69    |
| 4    | Sebastian Vettel | 55    |
| 5    | Kimi Räikkönen   | 52    |
| 6    | Sergio Pérez     | 47    |
| 7    | Nico Rosberg     | 43    |
| 8    | Daniel Ricciardo | 36    |
| 9    | Charles Leclerc  | 29    |
| 10   | Felipe Massa     | 24    |
| =    | Carlos Sainz Jr. | 24    |
| =    | Fernando Alonso  | 24    |

### Punti per costruttore
| Pos. | Costruttore  | Punti |
| ---- | ------------ | ----- |
| 1    | Mercedes     | 311   |
| 2    | Ferrari      | 145   |
| 3    | Red Bull     | 109   |
| 4    | McLaren      | 64    |
| 5    | Williams     | 52    |
| 6    | Force India  | 35    |
| 7    | Renault      | 27    |
| 8    | Racing Point | 18    |
| 9    | Sauber       | 14    |
| 10   | Haas         | 10    |

### Punti per motore
| Pos. | Motore    | Punti |
| ---- | --------- | ----- |
| 1    | Mercedes  | 463   |
| 2    | Ferrari   | 173   |
| 3    | Honda     | 78    |
| 4    | Renault   | 69    |
| 5    | Tag Heuer | 28    |